# Dasyprocta prymnolopha
Espèce
Statut de conservation UICN

 LC  : Préoccupation mineure
Dasyprocta prymnolopha ou Agouti à dos noir ou Agouti à croupe noire est une espèce de rongeurs de la famille des Dasyproctidae. C'est une espèce de mammifère terrestre vivant dans des régions semi-arides endémique du Brésil.

## Étymologie
L'espèce a été décrite pour la première fois en 1831 par le zoologiste allemand Johann Georg Wagler (1800-1832).

## Description
Dasyprocta prymnolopha est un rongeur haut sur pattes et sans queue. Il pèse 2 kg pour une taille d'environ 40 centimètres à l'âge adulte. Ce rongeur est réputé pour être rapide et infatigable.

## Habitat
Cette espèce vit dans la forêt tropicale et la savane boisée.

## Comportement
L'Agouti à dos noir préfère vivre seul ou en couple. Il défend un territoire farouchement contre ses semblables. Son territoire est délimité par des sécrétions particulièrement fortes provenant de ses glandes anales.

## Alimentation
Dasyprocta prymnolopha se nourrit de graines, noix du Brésil, et fruits tombés.

## Reproduction
La femelle Agouti à dos noir donne naissance de 2 à 5 petits, après une gestation de 3,5 mois.

## Agouti écolo
C'est grâce à une partie des graines d'arbres que les agoutis enfouissent en garde manger qu'une partie va germer. Notamment l'arbre des noix du brésil, que l'agouti à dos noir est un des seuls à ronger. S'il venait à disparaitre il en serait de même pour ses noix.

## Galerie

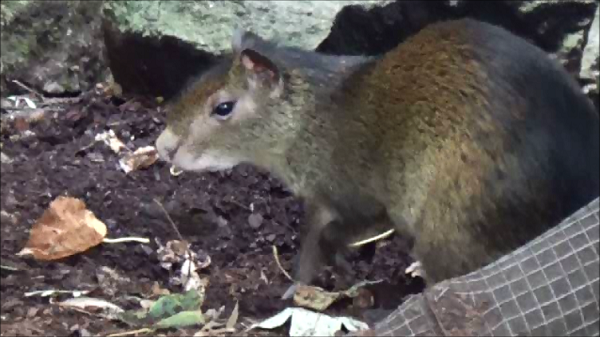
Ménagerie du jardin des plantes[3] Paris/France
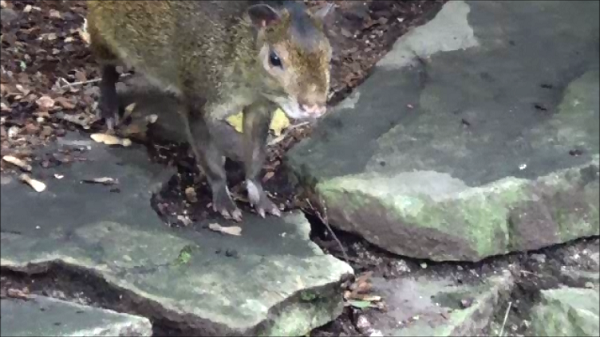
Ménagerie du jardin des plantes Paris/France
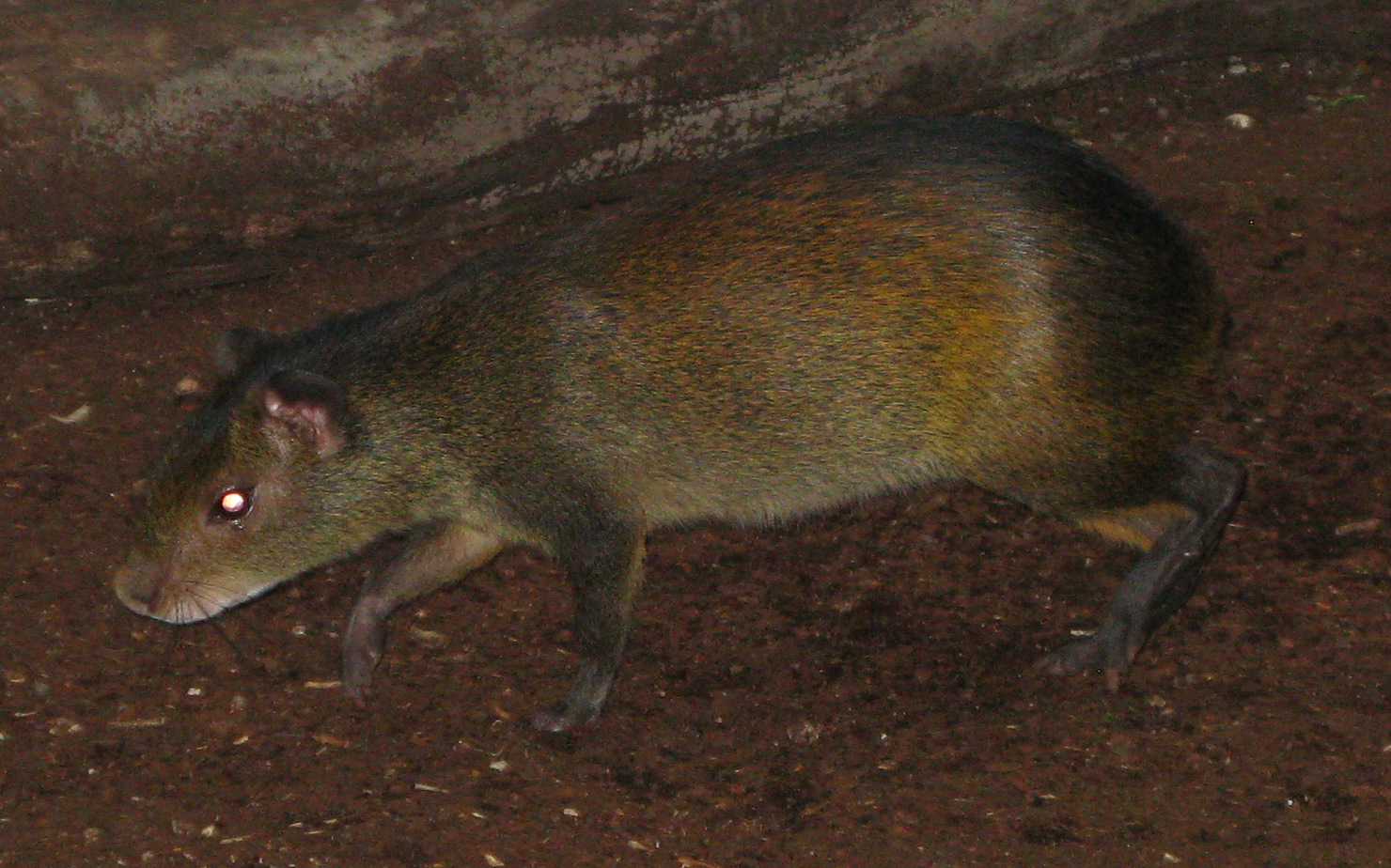